# Macchambes Younga-Mouhani
Macchambes Younga-Mouhani (Loubomo, 1974. augusztus 1. –) kongói labdarúgócsatár.